# 1633
Évszázadok: 16. század – 17. század – 18. század
Évtizedek: 1580-as évek – 1590-es évek – 1600-as évek – 1610-es évek – 1620-as évek – 1630-as évek – 1640-es évek – 1650-es évek – 1660-as évek – 1670-es évek – 1680-as évek
Évek: 1628 – 1629 – 1630 – 1631 –  1632 – 1633 – 1634 – 1635 – 1636 – 1637 – 1638

## Az év témái

### 1633 a tudományban
- június 22. – Galileo Galilei az inkvizíció kényszerítésére visszavonta nézeteit arról, hogy a Föld forog, és kering a Nap körül[1]

## Születések
- február 23. – Samuel Pepys angol politikus, parlamenti képviselő, a Royal Society tagja, békebíró († 1703)
- szeptember 8. – IV. Ferdinánd, német-római király, magyar és cseh király († 1654)

Bizonytalan dátum
- Wespazjan Kochowski, lengyel barokk költő és történetíró († 1700)

## Halálozások
- január 19. – Dávid Pál magyar katolikus főpap (* 1573)
- augusztus 4. – George Abbot anglikán főpap, teológus(* 1562)